# 馬爾科姆 (愛荷華州)
馬爾科姆（英語：Malcom）是一個位於美國愛荷華州保厄希克縣的城市。

## 地理
馬爾科姆的座標為41°42′27″N 92°33′19″W / 41.70750°N 92.55528°W，而該地的平均海拔高度為279米（即915英尺）。

## 人口
根據2010年美國人口普查的數據，馬爾科姆的面積為1.58平方千米，當中陸地面積為1.58平方千米，而水域面積為0.00平方千米。當地共有人口287人，而人口密度為每平方千米181人。